# 馬拉加海戰 (1704年)
馬拉加海戰發生於1704年8月24日，是西班牙王位繼承戰爭中規模最大的海戰，戰役地點位於馬加拉以南。
在佔領直布羅陀後不到一周，英國海軍上將喬治·魯克收到情報，德斯特雷將軍指揮的法國艦隊正在接近直布羅陀，魯克立即帶著英荷聯合艦隊出發與法軍交戰。
交戰雙方沒有一艘船沉沒，但大量的火砲對轟導致船隻受損嚴重和士兵死傷慘重，考慮到英荷聯合艦隊有巨量傷亡和大量船隻桅杆受損，法軍錯誤的將此戰認為是全面勝利，但其實僅僅是法國的戰術性勝利。

## 註腳
1. ↑  Harding 1999，第119頁.
2. 1 2 3 4  Clodfelter, 2017: 70
3. ↑  Quintero Saravia 2016，第50-51頁.
4. ↑  Black 1994，第80頁.